# Коридон (Кентаки)
Коридон (енгл. Corydon) град је у америчкој савезној држави Кентаки.

## Демографија
По попису из 2010. године број становника је 720, што је 24 (-3,2%) становника мање него 2000. године.
| Група             | 2000.       | 2010.       |
| Белци             | 670 (90,1%) | 629 (87,4%) |
| Афроамериканци    | 67 (9,0%)   | 59 (8,2%)   |
| Азијати           | 0 (0,0%)    | 3 (0,4%)    |
| Хиспаноамериканци | 3 (0,4%)    | 12 (1,7%)   |
| Укупно            | 744         | 720         |